# .abarth
.abarth là gTLD dành cho thương hiệu được đề xuất theo Chương trình gTLD Mới của ICANN bởi Fiat Industrial SpA, một nhà thiết kế ô tô quốc tế, nhà sản xuất và phân phối các thương hiệu Fiat, Lancia, Alfa Romeo, Fiat Professional, Abarth, Ferrari và Maserati. Công ty đang đăng ký ủy quyền TLD để sử dụng độc quyền nhằm cung cấp sự hiện diện trực tuyến an toàn và trải nghiệm thương hiệu độc đáo cho khách hàng và đối tác của mình, thúc đẩy các chiến dịch quảng cáo và tiếp thị, cải thiện hoạt động và đáp ứng kỳ vọng của khách hàng cũng như cạnh tranh trên thị trường. Các dịch vụ đăng ký back-end cho TLD sẽ do Afilias cung cấp.